# Neopucroliella pertyi
Neopucroliella pertyi is een hooiwagen uit de familie Gonyleptidae.